# チャーリー・バーリー
チャーリー・バーリー（Charley Burley、1917年9月6日 - 1992年10月16日）は、アメリカ合衆国のプロボクサー。エディ・ファッチが「自分が見た中では文句なしに最高のオール・ラウンダー」と手放しで称賛した。ミドル級時代のアーチー・ムーアを判定で破り、シュガー・レイ・ロビンソンが唯一対戦を避けたといわれるボクサーであったが、それ故にタイトルまでには届かなかった悲運のボクサーである。

## スタイル
卓越したディフェンスとそこからくる右カウンターが武器のスポイラーボクサーであった。持ち前のボディワークで相手のパンチをかわし、危険を感じればクリンチで逃げるという勇敢で頭のいいボクシングをしていた。また必殺の右カウンターは彼と同じ体重のボクサーであれば倒れていたと思えるほど強力であった。